# Berberis sieboldii
Berberis sieboldii là một loài thực vật có hoa trong họ Hoàng mộc. Loài này được Miq. mô tả khoa học đầu tiên năm 1865.

## Hình ảnh

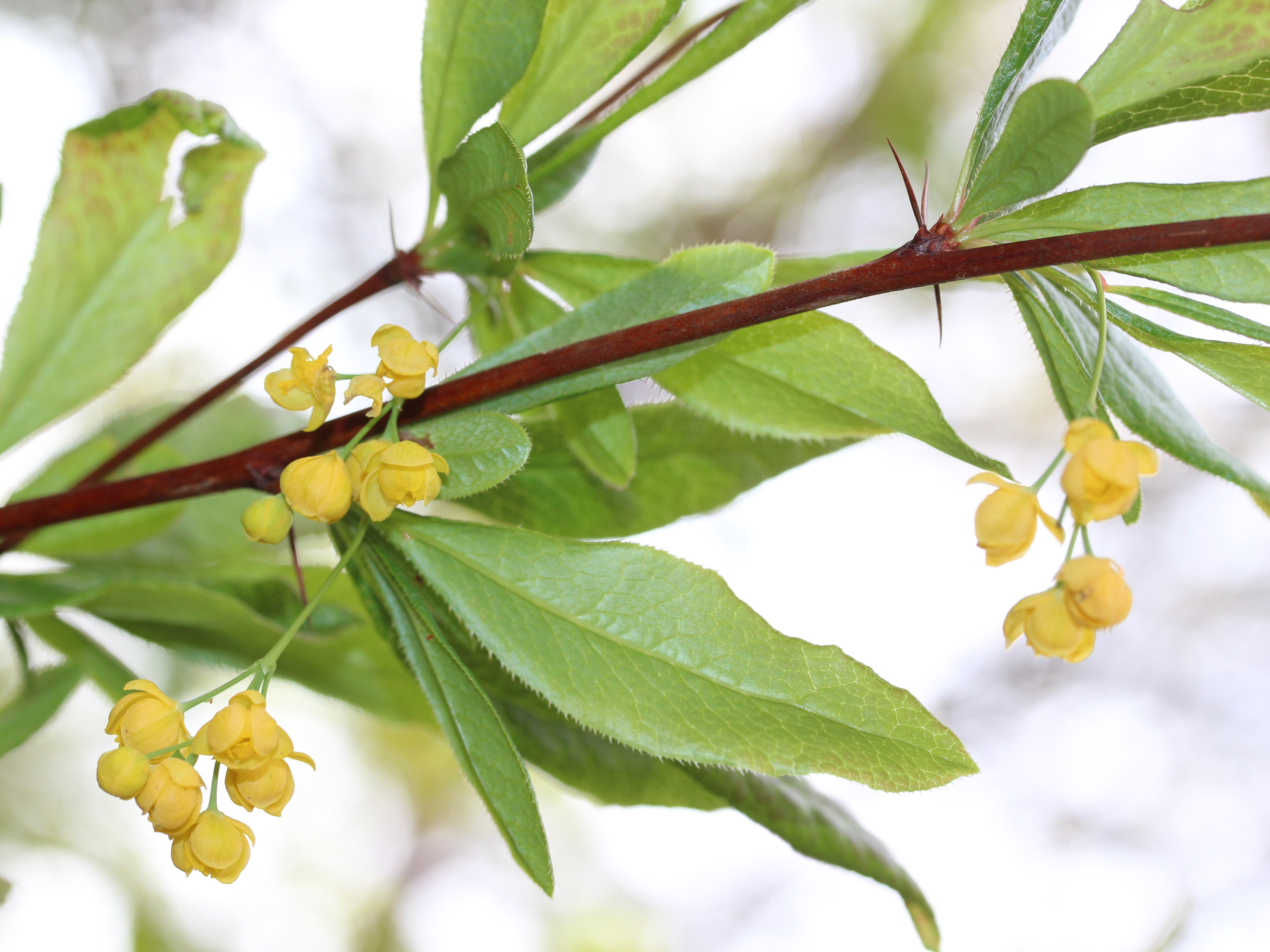
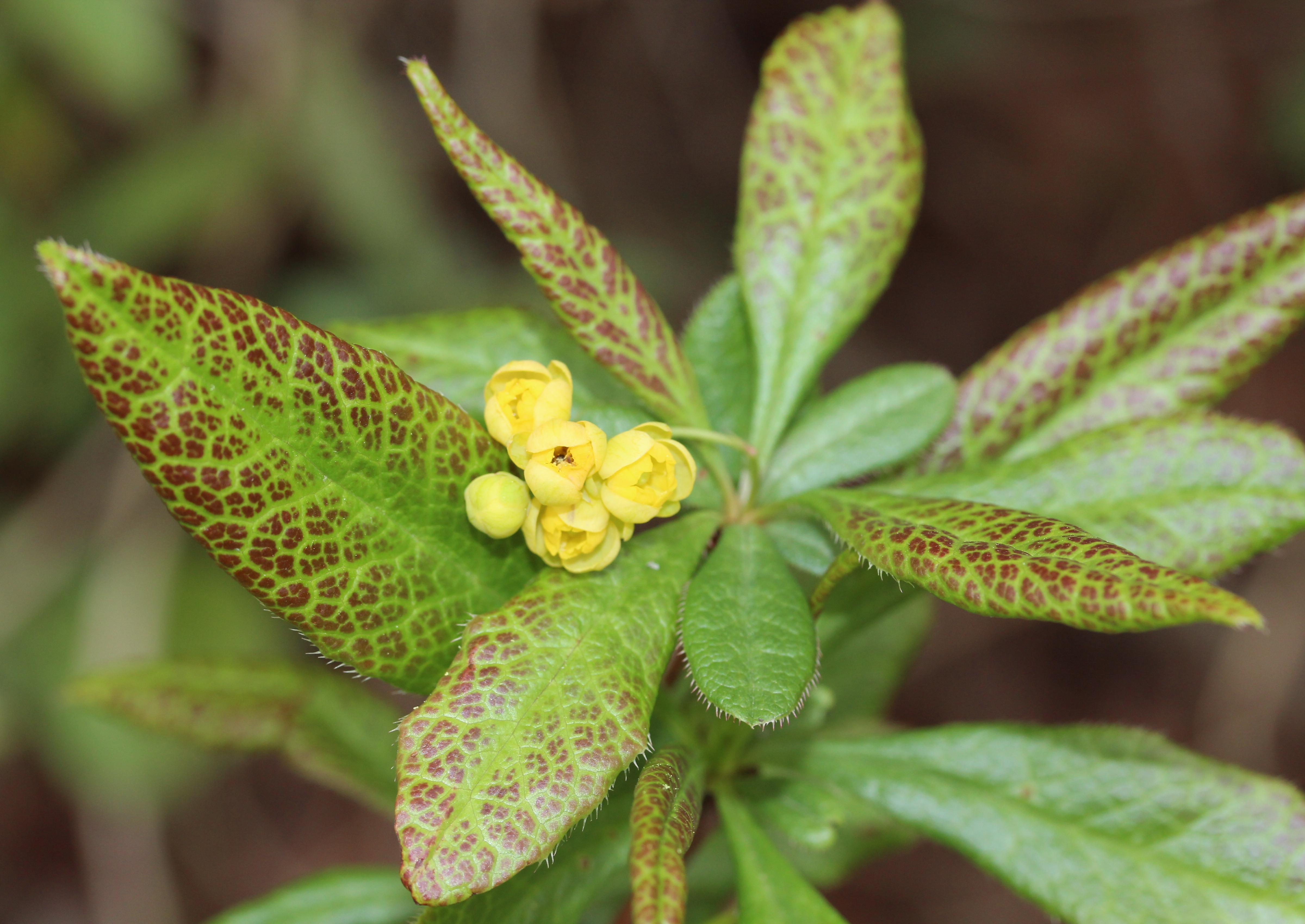
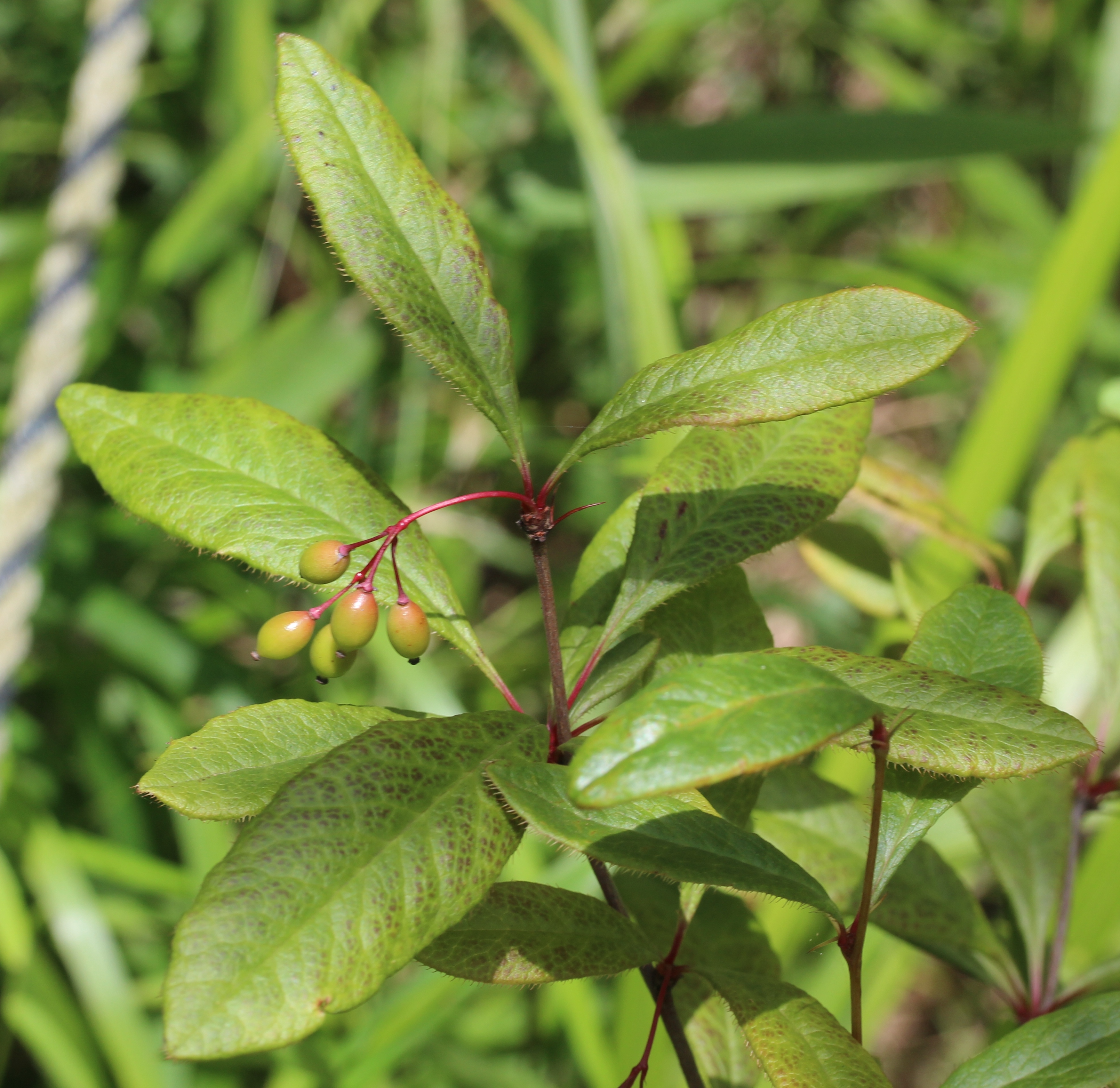
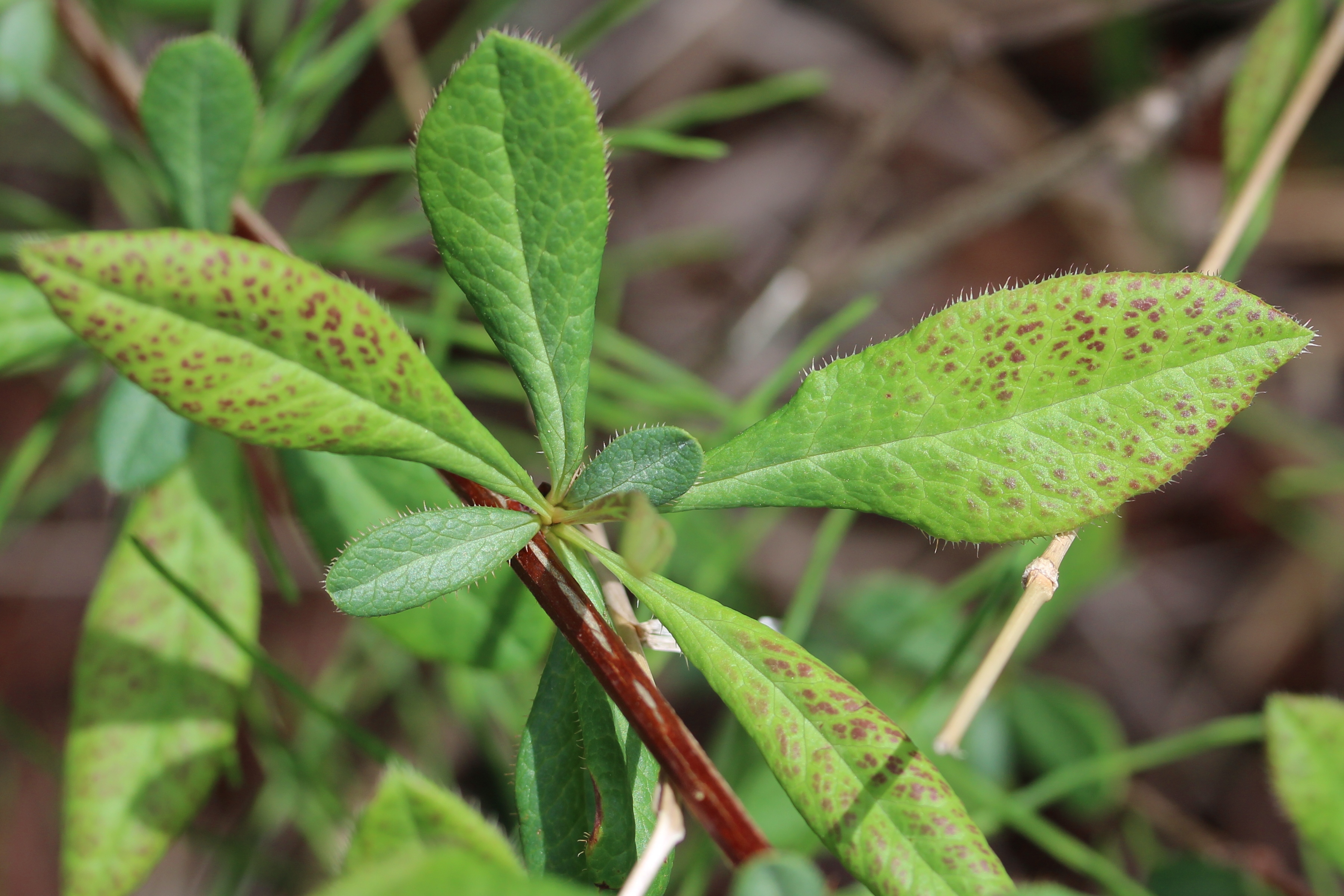